# Hack and Slay
Hack and Slay [ˌhæk‿ən‿ˈsleɪ] (von engl. to hack für dt. hacken und to slay für erschlagen) oder auch Hack and Slash (to slash für aufschlitzen, zerfetzen) ist ein aus dem Rollenspiel stammender Begriff, der sich auf eine Spielweise oder ein Spielsystem bezieht, in dem der Aspekt des Kampfes stark ausgeprägt ist und gegenüber dem eigentlichen Spiel einer Charakterrolle im Vordergrund steht.
Entstanden ist die Bezeichnung aus Pen-&-Paper-Rollenspielen, in denen zum Teil in den Abenteuerbänden wenig Rollenspiel im eigentlichen Sinne stattfand, sondern zunehmend Monsterschlachten ausgefochten wurden, der Stufenaufstieg also vorwiegend über das erfolgreiche Erschlagen der Gegner erfolgte. Im LARP gibt es zwar ebenfalls Kampfhandlungen, doch steht bei dieser Art des Rollenspiels die Verkörperung des zu spielenden Charakters im Vordergrund.
Das Kartenspiel Munchkin ist eine Persiflage auf das Hack-and-Slay-Rollenspiel.

## Videospiele
Heute wird der Begriff vor allem in Bezug auf Action-Rollenspiele, teilweise auch Action-Adventures, für PC oder Spielekonsolen verwendet, um die zentrale Spielmechanik zu beschrieben. Bei Hack-and-Slay-Videospielen ist die Aufgabe des Spielers primär, Ungeheuer mit diversen Waffen oder Zaubern zu erlegen, um an Beute zu gelangen oder Quests zu erfüllen. Die Hintergrundgeschichte und Entwicklung der Charaktere ist dabei, im Gegensatz zum klassischen Rollenspiel oder Adventure, nachrangig. Teilweise wird der Begriff auch synonym zum Action-Rollenspiel verwendet, obwohl es lediglich ein Subgenre darstellt.
Bekannte Vertreter des Hack-and-Slay-Genres sind:
- Ultima (ab 1981)
- Gauntlet (1985)
- Sword of Sodan (1988)[4]
- Diablo (1996)
- Devil May Cry (Capcom, 2001)[5]
- Dungeon Siege (2002)
- Ninja Gaiden (ab 2004)
- Sacred (2004)
- Titan Quest (2006)
- Drakensang Online (2008)
- Bayonetta (2009)
- Torchlight (2009)
- Path of Exile (2013)
- Grim Dawn (2016)
- Lost Ark (2020)
- Wolcen (2020)
- Last Epoch (2021)